# Мале Борове
Мале Борове (словац. Malé Borové) — село, громада округу Ліптовський Мікулаш, Жилінський край, регіон Ліптов. Кадастрова площа громади — 5,83 км².
Населення 126 осіб (станом на 31 грудня 2018 року). Протікає Хлебницький потік.

## Історія
Мале Борове згадується 1550 року.

## Населення
| Рік:            | 1994. | 2004.    | 2014.    | 2024.    |
| --------------- | ----- | -------- | -------- | -------- |
| Кількість осіб: | 266   | 206      | 139      | 111      |
| Різниця:        |       | -22,55 % | -32,52 % | -20,14 % |

| Рік:            | 2023. | 2024.   |
| --------------- | ----- | ------- |
| Кількість осіб: | 115   | 111     |
| Різниця:        |       | -3,47 % |